# Afrodacarellus longipodus
Afrodacarellus longipodus är en spindeldjursart som beskrevs av Hurlbutt 1974. Afrodacarellus longipodus ingår i släktet Afrodacarellus och familjen Rhodacaridae. Inga underarter finns listade i Catalogue of Life.